# Ailey (Georgie)
Ailey je město v Montgomery County v americkém státě Georgie. V roce 2011 žilo v Montgomery 432 obyvatel. V roce 2000 bylo v Ailey 394 obyvatel, 165 domů, a 111 rodin. Ailey patří do Vidalia Micropolitan Statistical Area.

## Demografie
Podle sčítání lidí v roce 2000, žilo ve městě 394 obyvatel, 165 domácností, a 111 rodin. V roce 2011 žilo ve městě 167 mužů (38,7%), a 265 žen (61,3%). Průměrný věk obyvatele je 32 let.